# Río Cervo
El río Cervo (en piamontés, Saarv ) es un río del norte de Italia, afluente por la derecha del río Sesia y que discurre por la región del Piamonte. Tiene una longitud de casi 65 km y una cuenca hidrográfica de 1024 km².

## Etimología
El nombre Cervo no se derivaría de la palabra latina cervus (ciervo) pero desde el germánico saar (río o arroyo). El río se llamava Sarvo en los documentos medievales in Latín.

## Curso del río
El Cervo nace desde el lago della Vacchia y desciende el valle homónimo hasta Biella. Desde aquí atraviesa la llanura padana con un ancho lecho desembocando al final en el Sesia por la derecha cerca de Caresanablot.

## Principales afluentes

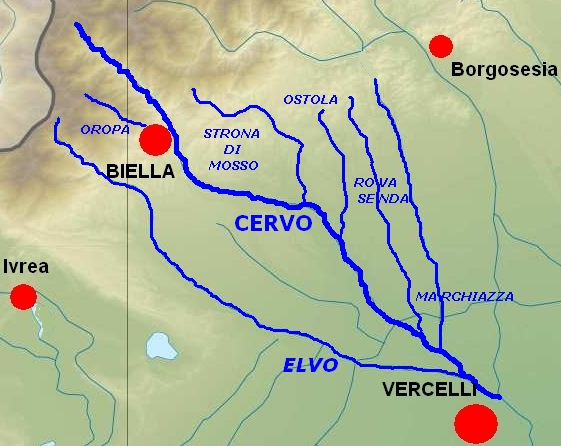
Los principales afluentes del Cervo

Los principales afluentes del Cervo son:
por la izquierda: 
- Mologna;
- Chiobbia;
- Nelva;
- Strona di Mosso;
- Ostola;
- Guarabione;
- Rovasenda;
- Marchiazza;

por la derecha:
- Irogna;
- Pragnetta;
- Oropa;
- roggia Ottina;
- Elvo.